# 高橋一郎 (内務官僚)
高橋 一郎（たかはし いちろう、1901年（明治34年）3月19日 - 1951年（昭和26年）12月23日）は、日本の内務・警察官僚。陸軍司政官、最後の官選長崎県知事。

## 経歴
静岡県出身。高橋栄蔵の養子となる。第二高等学校を卒業。1924年、京都帝国大学法学部法律学科を卒業。同年11月、高等試験行政科試験に合格。1925年、内務省に入省し京都府書記となる。
以後、京都府社会課長、鳥取県警察部保安課長、同特別高等課長、熊本県学務課長、同庶務課長、神奈川県庶務課長、愛媛県書記官・警察部長、静岡県書記官・経済部長などを歴任し、1942年10月31日、陸軍司政官に就任。1943年3月から1944年12月まで第16軍軍政監部付・スラバヤ市長を務めた。
その後、内務事務官を経て、長崎県内務部長に就任。1947年3月、前任の杉山宗次郎が知事選に出馬のため辞任したことに伴い長崎県知事に昇格。知事選挙などを執行して同年4月に知事を退任した。さらに、日本育英会理事を務めたが、在任中に死去した。